# Quad Data Rate
Quad data rate o quad pumping, en español «transferencia cuádruple de datos», es una técnica de comunicación de señales, que consiste en transmitir cuatro bits por cada ciclo de reloj, lo que aumenta cuatro veces la velocidad de los datos, sin necesidad de aumentar la frecuencia de reloj del dispositivo, ya que esto conllevaría un consumo mayor de energía. Los datos son transferidos en las subidas y las bajadas.
La tecnología QDR fue introducida por Intel en los Pentium 4 de núcleo Willamette. Por ejemplo:
Un Pentium 4 Northwood con una frecuencia de bus de 133,25 MHz, tendrá un FSB de (133,25 MHz × 4 bits) = 533 MT/s, es decir, se transfieren 533 millones de datos cada segundo, así que también suele expresarse como 533 MHz de frecuencia efectiva.